# Pignola
Pignola község (comune) Olaszország Basilicata régiójában, Potenza megyében.

## Fekvése
A megye központi részén fekszik, a Pantano-tó közelében. Határai: Abriola, Anzi, Potenza és Tito.

## Története
A település első írásos említése a 12. századból származik Vineolae néven.

## Népessége
A népesség számának alakulása:

## Főbb látnivalói
- Madonna del Pantano-templom
- Santa Maria-templom
- Santa Maria Maggiore-templom
- Sant’Antonio Abate-templom
- San Rocco-templom
- San Donato-kápolna